# Marca Futsal
Marca Futsal – włoski klub futsalowy z siedzibą w Montebellunie, obecnie występuje w Serie A (najwyższa klasa rozgrywkowa we Włoszech).

## Sukcesy
- Mistrzostwo Włoch (2): 2010-11, 2012-13
- Puchar Włoch: 2010
- Superpuchar Włoch (2): 2010, 2011